# 地口
地口（じぐち）は、言葉遊びの一種で「洒落」とほぼ同じ意味を持つ。

## 解説
発音が似た単語を使い語呂合わせやダジャレと同様に扱われるが、例えば円周率のπを「産医師異国に向こう」と憶えるような側面は地口にはなく、意味する範囲は語呂合わせより狭い。
落語においてもくすぐりとしてしばしば使われる。話の最後の方で登場人物が何か言った言葉に駄洒落を返して話を締める手法を地口落ちという。どんな話にもつなげられる利便性があるが、反面安易であって取って付けたような終わり方になりやすいため、落ちの格としては低い。
初午祭に、行灯に地口とそれに合わせた絵を描いた「地口行灯」を飾る稲荷神社もある。

## 地口の例

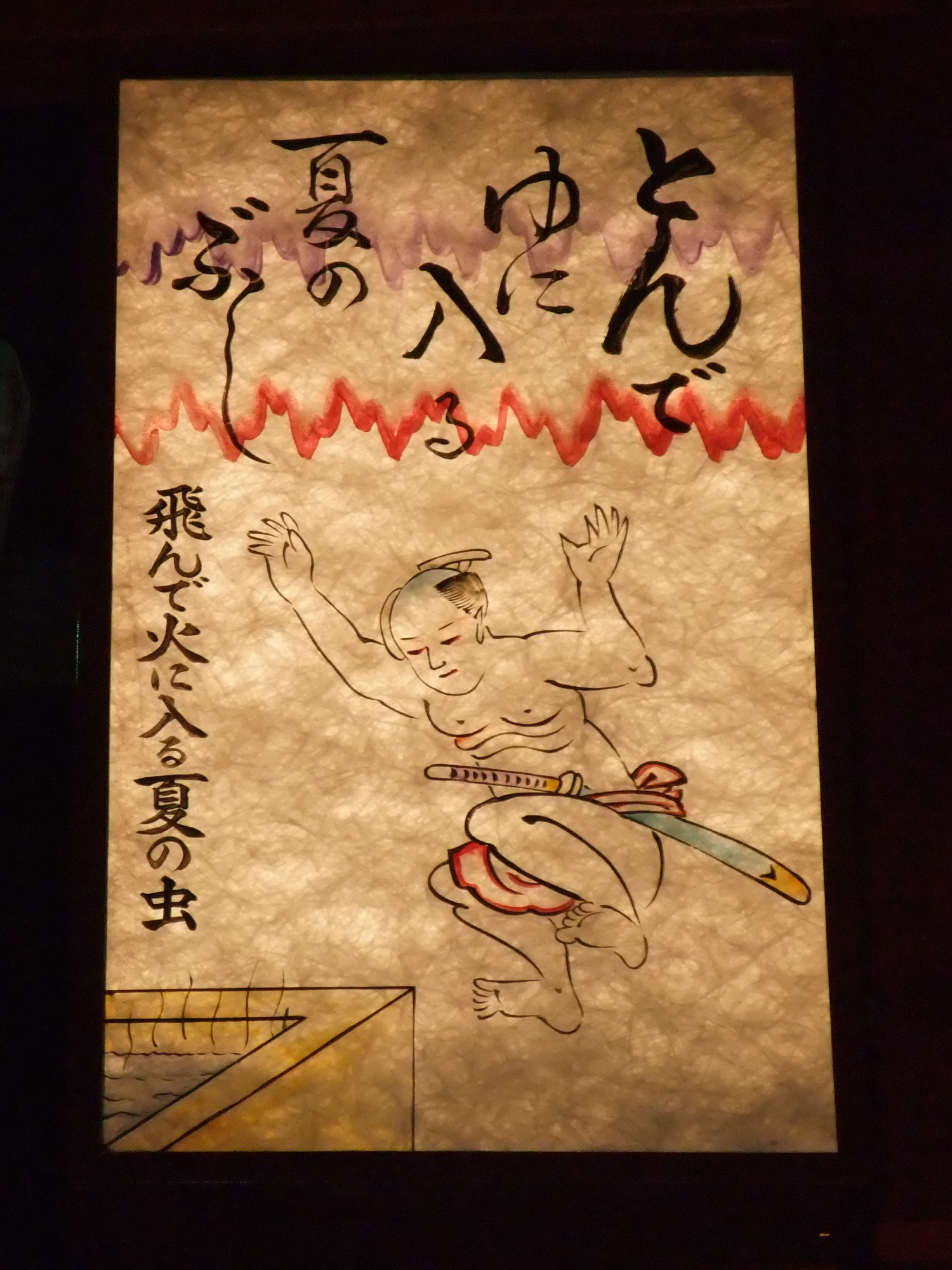
浅草伝法院通りの地口行灯

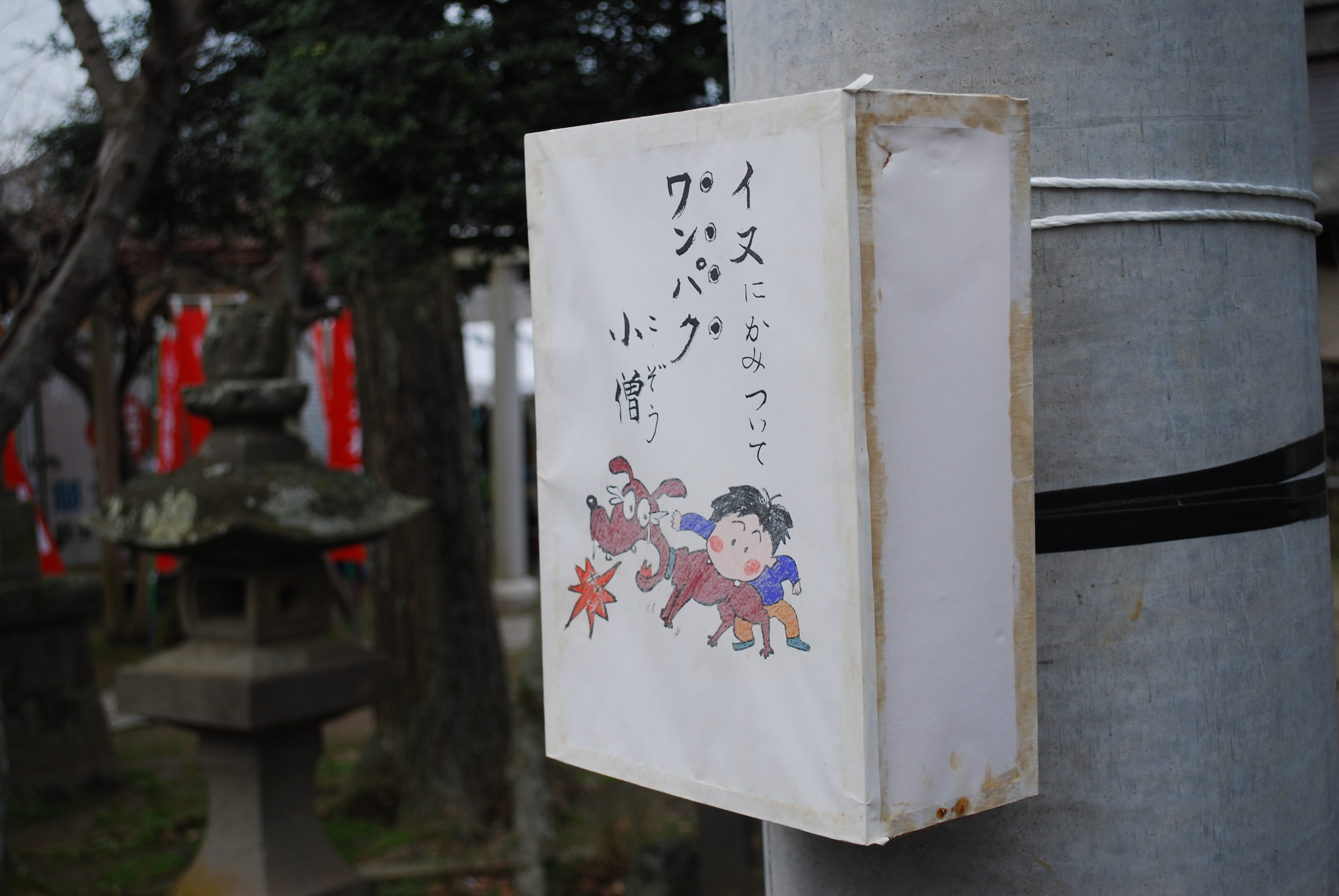
千葉県香取市佐原船戸区の地口行灯

### もじり
有名な文句をもじったもの。
- 「舌切り雀」をもじって「着たきり娘」
- 「永谷園」をもじって「やばたにえん」
- 「いづこも同じ秋の夕暮れ」(良暹法師の和歌より)をもじって「水汲む親父秋の夕暮れ」
- 「お前百までわしゃ九十九まで」をもじって「お前掃くまでわしゃ屑熊手」
- 「しづ心なく花の散るらむ」(紀友則の和歌より)をもじって「しづ心無く髪の散るらむ」
- 「沖の暗いのに白帆が見える」をもじって「年の若いのに白髪が見える」

### 韻
韻を踏むことによってリズムをつけるだけで、特に意味のないもの。
- 美味かった（馬勝った）、牛負けた
- 美味しかった（大石勝った）、吉良負けた
- 驚き、桃の木、山椒の木、狸に電気に蓄音機
- 驚き、桃の木、山椒の木、ブリキに狸に洗濯機
- おっかさんの落下傘
- いないいないばあさん
- 結構毛だらけ猫灰だらけ、けつのまわりは糞だらけ[1]
- 何か用か（七日八日）九日十日
- 言わぬが花の吉野山
- アイムソーリー、ヒゲソーリー、髭を剃るならカミソーリー
- 何のこっちゃ、抹茶に紅茶
- 願ったり叶ったり、晴れたり曇ったり
- しまった、しまった、島倉千代子
- こまった、こまった、こまどり姉妹
- 悪いね、悪いね、ワリーネ・デートリッヒ[2]
- いやなこったパンナコッタ
- あたりき車力 - 「あたりき」とは「当たり前」のぞんざい語。さらに後ろに以下のように続けたりもする。
  - あたりき車力、車引き
  - あたりき車力、けつの穴馬力
  - あたりき車力、洗濯機
  - あたりき車力、洗面器
  - あたりき車力のこんこんちき
- 蟻が鯛（ありがたい）なら芋虫ゃ(いもむしゃ)鯨
- 蟻が十（とう）ならみみずが二十（はたち）、蛇は二十五で嫁に行く

### 掛詞
・言うーこと茄子-「言うことなし」と「茄子」
掛詞の技法を使い、後に意味のない言葉をつなげたもの（国語学では「むだ口」という）。
- すみま千円 - 「すみません」と「千円」
- あたり前田のクラッカー - 「当たり前だ」と「前田のクラッカー」
- そうはいかのキンタマ - 「そうは行かない」と「烏賊の金玉」[3]
- その手は桑名の焼き蛤 - 「その手は喰わない」と「桑名名物の焼き蛤」
- 恐れ入谷の鬼子母神 - 「恐れ入りました」と「入谷の鬼子母神」
- びっくり下谷の広徳寺 - 「びっくりした」と「下谷の広徳寺」[4]。
- 嘘を築地の御門跡 - 「うそをつく」と「築地門跡」
- 志やれの内のお祖師様(おそっさま) - 「洒落(志やれ)」と「堀之内のお祖師様(妙法寺の日蓮の意)」
- 情け有馬の水天宮 - 「情けあり」と「（久留米藩主有馬家の藩邸内にあったことから）有馬の水天宮」
- いやじゃ有馬の水天宮 - 「いやじゃありませんか」と「有馬の水天宮」
- どうぞかなえて暮の鐘 - 「どうぞかなえてくれ」と「暮の鐘」
- 申し訳有馬温泉 - 「申し訳ありません」と「有馬温泉」
- 田へしたもんだ蛙のしょんべん - 「大したもんだ」と「田へしたもんだ」（皮肉として、蛙のしょんべん程度の価値だ）[1]
- 了解道中膝栗毛 - 「了解」と「東海道中膝栗毛」